# Grafton (Vermont)
Grafton és una població dels Estats Units a l'estat de Vermont. Segons el cens del 2000 tenia 649 habitants.

## Demografia
Segons el cens del 2000, Grafton tenia 649 habitants, 291 habitatges, i 190 famílies. La densitat de població era de 6,5 habitants per km².
Dels 291 habitatges en un 21,3% hi vivien nens de menys de 18 anys, en un 56,4% hi vivien parelles casades, en un 4,8% dones solteres, i en un 34,4% no eren unitats familiars. En el 28,5% dels habitatges hi vivien persones soles el 10,7% de les quals corresponia a persones de 65 anys o més que vivien soles. El nombre mitjà de persones vivint en cada habitatge era de 2,23 i el nombre mitjà de persones que vivien en cada família era de 2,73.
Per edats la població es repartia de la següent manera: un 18,2% tenia menys de 18 anys, un 5,5% entre 18 i 24, un 24,7% entre 25 i 44, un 33,4% de 45 a 60 i un 18,2% 65 anys o més.
L'edat mediana era de 46 anys. Per cada 100 dones de 18 o més anys hi havia 113,3 homes.
La renda mediana per habitatge era de 42.313 $ i la renda mediana per família de 48.250 $. Els homes tenien una renda mediana de 31.346 $ mentre que les dones 21.406 $. La renda per capita de la població era de 23.617 $. Entorn del 6,3% de les famílies i el 10,6% de la població estaven per davall del llindar de pobresa.